# Mijakovo Polje
Mijakovo Polje är en ort i Bosnien och Hercegovina.   Den ligger i entiteten Federationen Bosnien och Hercegovina, i den sydvästra delen av landet, 110 km väster om huvudstaden Sarajevo. Mijakovo Polje ligger 887 meter över havet och antalet invånare är 253.
Terrängen runt Mijakovo Polje är huvudsakligen kuperad, men österut är den platt. Närmaste större samhälle är Tomislavgrad, 18,7 km nordost om Mijakovo Polje. 
Omgivningarna runt Mijakovo Polje är en mosaik av jordbruksmark och naturlig växtlighet. Runt Mijakovo Polje är det ganska tätbefolkat, med 93 invånare per kvadratkilometer.